# 铜绿山矾
铜绿山矾（学名：Symplocos aenea）为山矾科山矾属下的一个种。

## 扩展阅读
- 維基物種上的相關：铜绿山矾